# Ostersonntag

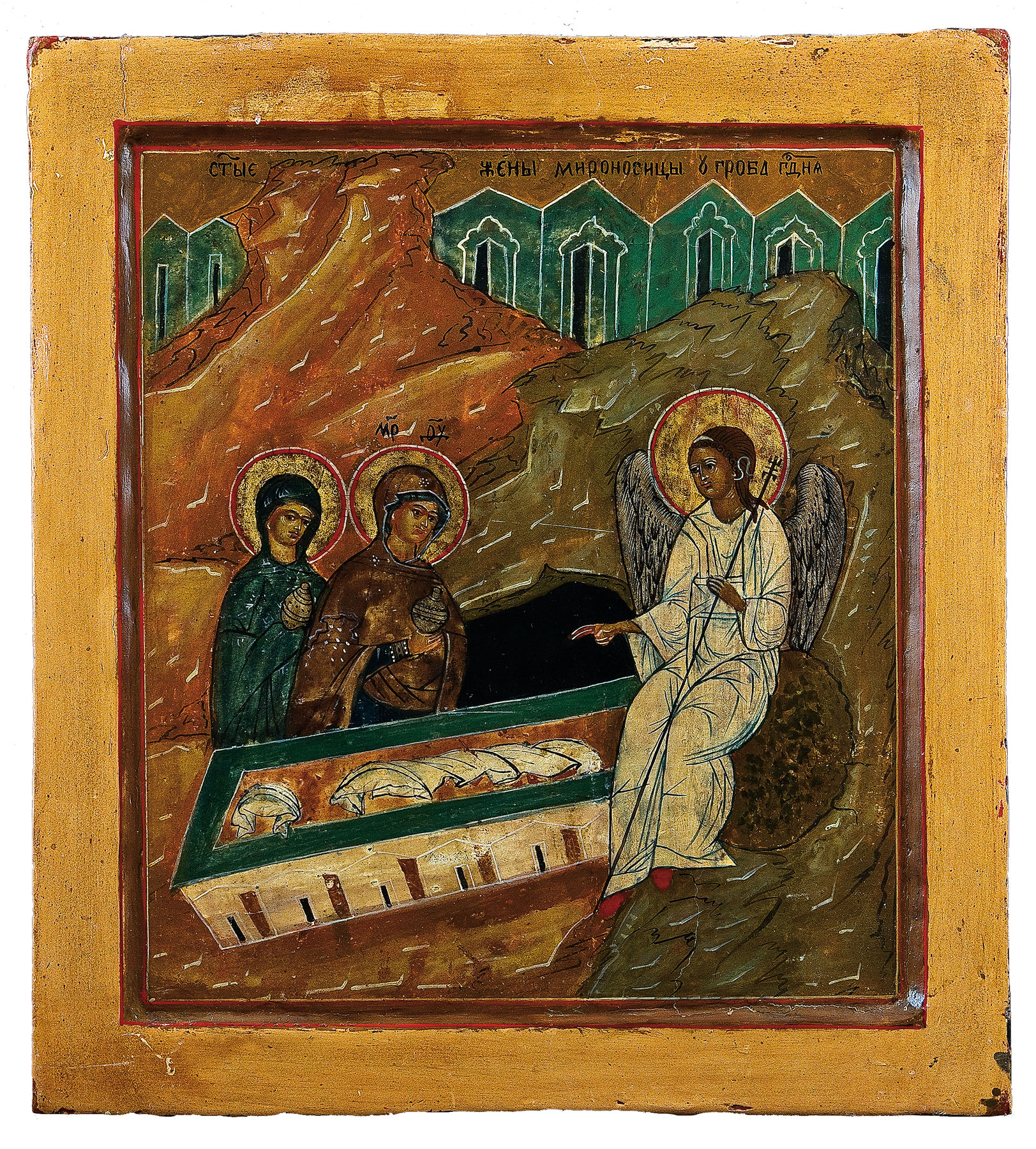
Die Frauen am leeren Grab (russische Ikone, 17. Jh.)

Der Ostersonntag (lateinisch Dominica paschæ in resurrectione Domini ‚Ostersonntag, zur Auferstehung des Herrn‘; kurz auch Dominica resurrectionis) ist im Christentum der Festtag der Auferstehung Jesu Christi, der nach dem Neuen Testament als Sohn Gottes den Tod überwunden hat. Es ist der ranghöchste Feiertag im Kirchenjahr, jedoch in Deutschland (bis auf Brandenburg) kein gesetzlicher Feiertag. Mit ihm beginnen das Osterfest und die Osterzeit, zugleich beendet die liturgische Vesper des Ostersonntags das Triduum Sacrum (die heiligen drei Tage).
Das Osterdatum wird wie das jüdische Hauptfest Pessach über einen gebundenen Mondkalender bestimmt. Es fällt in den westlichen Kirchen auf den ersten Sonntag nach dem Frühlingsvollmond und bestimmt auch die Daten der beweglichen Festtage des Osterfestkreises. Auf den Ostersonntag folgt in vielen Ländern der Ostermontag als gesetzlicher Feiertag. Mit dem Ostersonntag beginnt die Osteroktav, die am Weißen Sonntag endet.

## Historischer Kontext
Im Neuen Testament fällt nach der johanneischen Passionschronologie die Auferstehung Christi auf dem Fest der Erstlingsfrucht. Auch der Apostel Paulus bezeichnet Jesus in 1 Kor 15,20  als „Erstlingsfrucht (aparchē) der Entschlafenen“.

## Liturgie

### Höchster Feiertag im Kirchenjahr
Die Evangelische Kirche in Deutschland stellt fest, dass der Ostersonntag der höchste „evangelische Feiertag“ ist und dass dies für alle christlichen Gemeinschaften gelte: „In den Medien wird fälschlicherweise immer wieder darauf hingewiesen, Karfreitag sei der höchste Feiertag in der evangelischen Kirche. […] Doch ist für sie wie für die ganze Christenheit Ostern, die Feier der Auferweckung Jesu, das höchste Fest.“

### Geschichte und Ablauf
Am Abend des Karsamstags geht die Fastenzeit zu Ende. Mit dem Ostersonntag beginnt die Osteroktav, die mit dem Weißen Sonntag endet. Nur in diesem Rahmen wird heute noch der Osterdienstag gefeiert.
Die Liturgie des Ostersonntags wird durch die Feier der Osternacht eingeleitet. Da die österliche Freudenzeit nach dem Zeugnis des Neuen Testaments am frühen Morgen des ersten Tages der Woche mit der Entdeckung des leeren Grabes Jesu begann, endet die Osternachtliturgie heute auch in den westlichen Kirchen im Idealfall mit der Feier der Eucharistie beim Sonnenaufgang. Häufig wird sie aber bereits am Vorabend des Ostersonntags nach Einbruch der Dunkelheit begangen. Sie ist eine nächtliche Vigilfeier, die auf die altkirchliche Ostermatutin als Nachtwache zurückgeht, in der Ostkirche die Pannychis. Durch die liturgische Bewegung des späten 19. und frühen 20. Jahrhunderts wurde die Bedeutung der Osternacht als Vigil wieder neu entdeckt. Für die katholische Kirche wurde sie durch Papst Pius XII. ab 1951 reformiert und durch die Liturgiereform 1969 nochmals umgestaltet, nachdem sie seit dem 14. Jahrhundert ein Schattendasein am Morgen des Karsamstags geführt hatte. Mit dem Beginn der Osternacht wechselt die liturgische Farbe zum Weiß der Osterzeit.

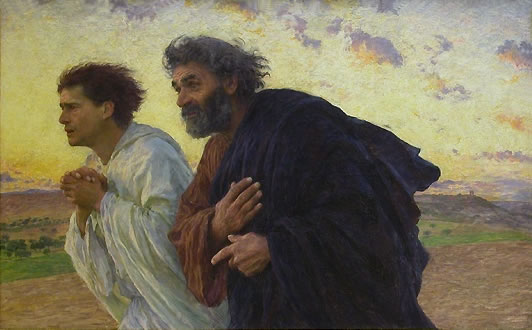
Der Wettlauf der Jünger Petrus und Johannes zum Grab (Gemälde von Eugène Burnand von 1898)

Das heutige Messbuch des römischen Ritus enthält zwei Ostermessen: die Eucharistiefeier als letzten Teil der Osternachtfeier und die „Messe am Tage“ (Missa in die, mit dem Introitus Resurrexi ‚Ich bin auferstanden‘) am Ostersonntag.
Am Ostersonntag erteilt der Papst den Apostolischen Segen Urbi et orbi, und zwar gewöhnlich nach der heiligen Messe auf dem Petersplatz in Rom, er ist jedoch nicht der Schlusssegen der Messfeier, sondern ein eigenständiger Ritus; gespendet wird er daher nicht vom Altar aus, sondern von der Benediktionsloggia über dem Hauptportal des Petersdoms aus. Gewöhnlich nehmen über 100.000 Menschen auf dem Petersplatz teil, die Segensspendung wird von über 150 Fernsehsendern weltweit live übertragen.

### Leseordnung
Während die in der Osternacht gelesenen Schrifttexte das Osterereignis als Erfüllung des Alten Bundes darstellen und die Auferstehung Jesu Christi im Evangelium erst angedeutet wird (etwa Lk 24,1–12 , die Botschaft der Engel am leeren Grab), weisen die Schrifttexte des Ostertages bereits über diesen hinweg auf die Bedeutung des Osterfestes für die Kirche hin. In den fünfzig Tagen der Osterzeit vom Ostersonntag bis Pfingsten werden nach der Leseordnung der römisch-katholischen Kirche keine Lesungen aus dem Alten Testament vorgetragen, sondern Lesungen aus den Paulusbriefen und der Apostelgeschichte. Als Evangelium am Ostersonntag wird Joh 20,1–18  (Entdeckung des leeren Grabes, Maria von Magdalas Begegnung mit dem Auferstandenen), in einer Abendmesse auch Lk 24,13–35  (Erzählung von den Emmausjüngern) gelesen. Das Tagesgebet lautet Deus, qui hodierna die.

### Gregorianischer Choral

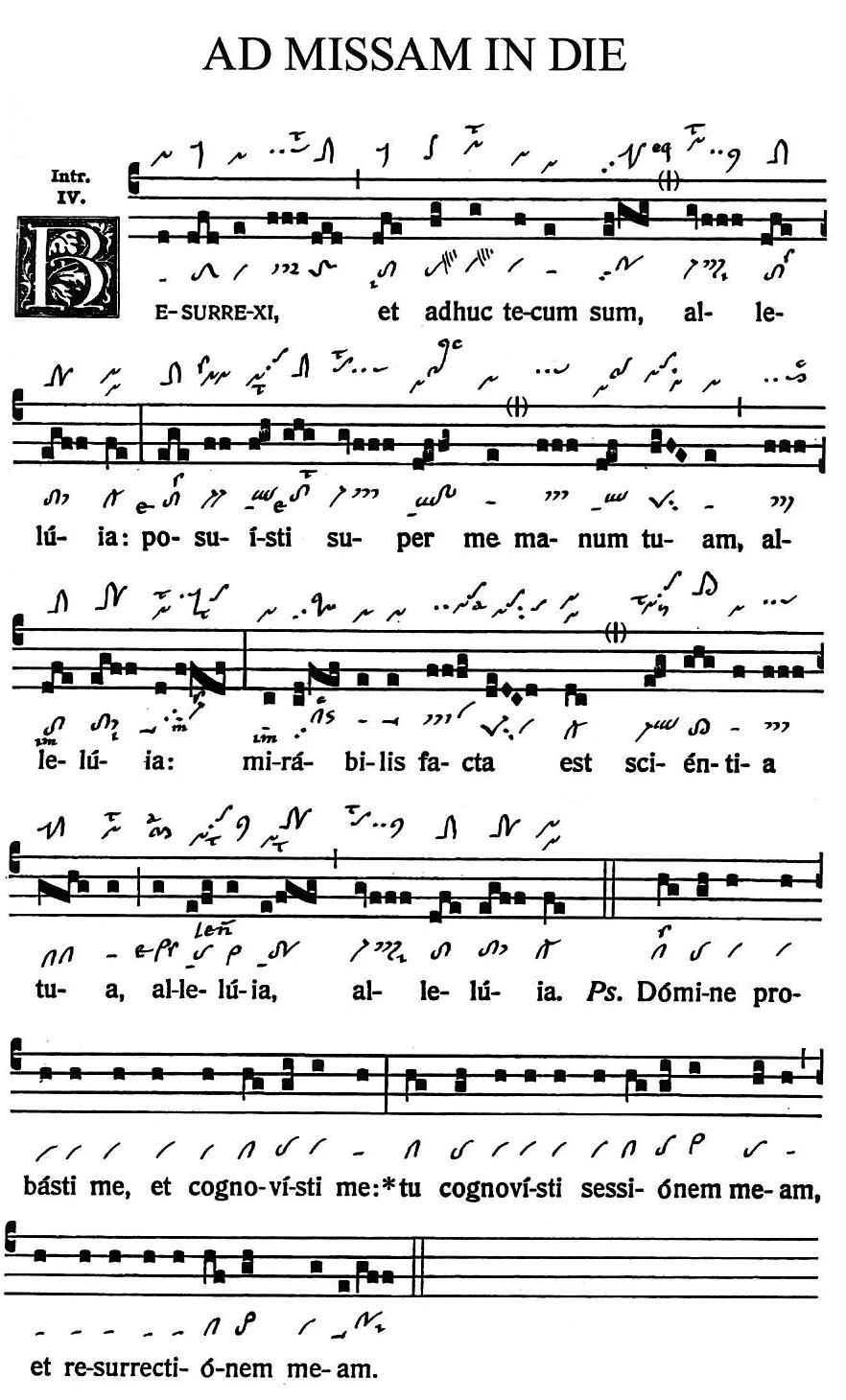
Introitus Resurrexi ed adhuc tecum sum im Graduale Novum

Die gregorianischen Choräle der Ostersonntagsmesse (Ad Missam in die) gehören zu den bekanntesten des gesamten gregorianischen Repertoires. Diese sind:
- die Antiphon Vidi aquam,
- der Introitus Resurrexi,
- das Graduale Haec Dies,
- das Alleluia Pascha nostrum immolatus
- die Sequenz Victimae paschali laudes,
- das Offertorium Terra tremuit,
- die Communio Pascha nostrum immolatus est Christus.

Zum Ordinarium ist die Missa lux et origo vorgesehen.

## Datum
Der Ostersonntag ist der erste Sonntag nach dem ersten Vollmond im Frühling (festgesetzter Frühlingsanfang und frühester Frühlingsvollmond: 21. März). Der damit frühstmögliche Termin für den Ostersonntag ist der 22. März, der spätestmögliche der 25. April.

### Termine in den Jahren von2020bis2030
- 2020: 12. April
- 2021: 4. April
- 2022: 17. April
- 2023: 9. April
- 2024: 31. März
- 2025: 20. April
- 2026: 5. April
- 2027: 28. März
- 2028: 16. April
- 2029: 1. April
- 2030: 21. April

### Osterwoche
Als Osterwoche wird die Woche bezeichnet, in der Ostermontag liegt. Nach traditioneller christlicher Zählweise ist Ostersonntag der erste Tag dieser Woche, während er nach weltlicher Zählung (ISO 8601) der letzte Tag der vorangehenden Woche ist. Dies kann die 13. bis 17. Kalenderwoche sein; theoretisch auch die 18. KW, was allerdings seit 1583 noch nicht eingetreten ist und auch im 21. Jahrhundert nicht eintreten wird.

### Der Ostersonntag als Ankerpunkt im Kirchenjahr
Viele bewegliche Brauchtums-, Gedenk- und Feiertage des Kirchenjahrs hängen vom Datum des Ostersonntags ab:
- Weiberfastnacht = 52 Tage vor Ostern
- Rosenmontag = 48 Tage vor Ostern
- Veilchendienstag = 47 Tage vor Ostern
- Aschermittwoch = 46 Tage vor Ostern
- Palmsonntag = sieben Tage vor Ostern (Sonntag vor dem Osterfest)
- Gründonnerstag = drei Tage vor Ostern
- Karfreitag = zwei Tage vor Ostern
- Christi Himmelfahrt = 39 Tage nach Ostern („der 40. Tag“)
- Pfingsten = 49 Tage nach Ostern („der 50. Tag“)
- Fronleichnam = 60 Tage nach Ostern
- Heiligstes Herz Jesu = 68 Tage nach Ostern (dritter Freitag nach Pfingsten)